# Discografia di Emeli Sandé
La discografia di Emeli Sandé, cantautrice britannica, comprende quattro album in studio, un album live, un EP, 20 singoli (sia come artista principale che come ospite) e 12 video musicali.
Il successo avuto a livello globale è più fortemente pronunciato nella terra natìa della cantante, cioè il Regno Unito, dove ha collezionato grazie all'album di debutto Our Version of Events il titolo di disco più venduto dell'anno 2012 il quale ha sorpassato la soglia di 1 393 000 copie. L'anno successivo non è riusciuto ad ottenere il medesimo riconoscimento per una differenza di 2 000 copie rispetto all'album Midnight Memories della band britannica One Direction.
Da Our Version of Events il singolo più fortunato estratto è stato Next to Me, il quale ha riportato un buon riscontro commerciale anche nei mercati esteri a quello britannico: in particolare in Italia e Nuova Zelanda. La sua fama è stata proiettata anche attraverso i successori, cioè My Kind of Love e Clown, pubblicati rispettivamente tra giugno e dicembre 2012. Per quanto riguarda le collaborazioni, sono da annoverare soprattutto i celebri brani Read All About It e Beneath Your Beautiful, entrambi capaci di conquistare il vertice delle classifiche inglesi.

## Album
| Our Version of Events - Pubblicazione: 13 febbraio 2012 - Etichetta: EMI, Virgin Records - Formati: LP, CD, download digitale | 1  | 17 | 3  | 9  | 7  | 1  | 3  | 9  | 6  | 28 | - BPI: 8× Platino - ARIA: Oro - BEA: Oro - BVMI: Oro - IFPI SWI: Oro - IRMA: 3× Platino - RMNZ: Oro - SNEP: Platino |
| Long Live the Angels - Pubblicazione: 11 novembre 2016 - Etichetta: Virgin Records - Formati: LP, CD, download digitale       | 2  | 20 | 9  | 65 | 12 | 6  | —  | 29 | 9  | 41 | - BPI: Platino |
| Real Life - Pubblicazione: 13 settembre 2019 - Etichetta: Virgin Records - Formati: LP, CD, download digitale                 | 6  | —  | 25 | —  | 31 | 37 | 50 | —  | 9  | —  | |
| Let's Say for Instance - Pubblicazione: 16 maggio 2022 - Etichetta: Chrysalis Records - Formati: LP, CD, download digitale    | 27 | —  | 68 | —  | —  | —  | —  | —  | 41 | —  | |
| "—" indica che l'album non è entrato in classifica in quel Paese.                                                             |    |    |    |    |    |    |    |    |    |    | |

## Singoli

### Come artista principale
| Heaven                                                                    | 2011 | 2  | —  | 23 | —   | 63 | 29 | 69 | — | —  | —  | - BPI: Oro - FIMI: Oro                                                                               | Our Version of Events  |
| Daddy (feat. Naughty Boy)                                                 | 2011 | 21 | —  | –  | —   | —  | —  | —  | — | —  | —  | | Our Version of Events  |
| Next to Me                                                                | 2012 | 2  | 14 | 6  | 18  | 21 | 1  | 4  | 6 | 24 | 25 | - BPI: Platino - ARIA: 2× Platino - BEA: Oro - IPFI SWI: Oro - FIMI: Oro - RIAA: Platino - RMNZ: Oro | Our Version of Events  |
| My Kind of Love                                                           | 2012 | 17 | 60 | 22 | 167 | —  | 35 | 79 | — | —  | —  | - BPI: Argento - ARIA: Oro                                                                           | Our Version of Events  |
| Clown                                                                     | 2012 | 4  | 34 | 32 | —   | 36 | 6  | 25 | — | 42 | —  | - BPI: Platino                                                                                       | Our Version of Events  |
| Hurts                                                                     | 2016 | 22 | —  | 28 | —   | —  | 53 | —  | — | 64 | —  | - BPI: Argento                                                                                       | Long Live the Angels   |
| Breathing Underwater                                                      | 2016 | 78 | —  | —  | —   | —  | —  | —  | — | —  | —  | | Long Live the Angels   |
| Highs & Lows                                                              | 2017 | —  | —  | —  | —   | —  | —  | —  | — | —  | —  | | Long Live the Angels   |
| Sparrow                                                                   | 2019 | —  | —  | —  | —   | —  | —  | —  | — | —  | —  | | Real Life              |
| Extraordinary Being                                                       | 2019 | —  | —  | —  | —   | —  | —  | —  | — | —  | —  | | Real Life              |
| Shine                                                                     | 2019 | —  | —  | —  | —   | —  | —  | —  | — | —  | —  | | Real Life              |
| You Are Not Alone                                                         | 2019 | —  | —  | —  | —   | —  | —  | —  | — | —  | —  | | Real Life              |
| Family                                                                    | 2021 | —  | —  | —  | —   | —  | —  | —  | — | —  | —  | | Let's Say For Instance |
| Look What You've Done                                                     | 2021 | —  | —  | —  | —   | —  | —  | —  | — | —  | —  | | Let's Say For Instance |
| Brighter Days                                                             | 2022 | —  | —  | —  | —   | —  | —  | —  | — | —  | —  | | Let's Say For Instance |
| There Isn't Much                                                          | 2022 | —  | —  | —  | —   | —  | —  | —  | — | —  | —  | | Let's Say For Instance |
| "—" indica che la canzone non è entrata in classifica in quel territorio. |      |    |    |    |     |    |    |    |   |    |    | |                        |

### Collaborazioni
| Diamond Rings (con Chipmunk)                                         | 2009 | 6  | —  | —  | —  | —  | —  | — | —  | —  | —  | I Am Chipmunk         | - BPI: Argento | Partecipazione vocale                        |
| Never Be Your Woman (con Wiley)                                      | 2010 | 8  | —  | —  | —  | —  | —  | — | —  | —  | —  | N.D.                  | | Partecipazione vocale                        |
| Read All About It (con Professor Green)                              | 2011 | 1  | 34 | 21 | 80 | 2  | —  | — | —  | 58 | —  | At Your Inconvenience | - BPI: Platino - ARIA: Platino - FIMI: Oro                                                                                                | Autrice, partecipazione vocale               |
| Beneath Your Beautiful (con Labrinth)                                | 2012 | 1  | 5  | 4  | 25 | 1  | 15 | 4 | 12 | 17 | 34 | Electronic Earth      | - BPI: Platino (2) - ARIA: Platino (5) - BEA: Oro - BVMI: Oro - IPFI AUT: Oro - IPFI SWE: Platino - IPFI SWI: Platino - RMNZ: Platino (2) | Autrice, partecipazione vocale               |
| Wonder (con Naughty Boy)                                             | 2012 | 10 | —  | 45 | —  | 8  | —  | — | —  | —  | —  | Hotel Cabana          | - BPI: Argento | autrice, compositrice, partecipazione vocale |
| Lifted (con Naughty Boy)                                             | 2013 | 8  | —  | 59 | 55 | 21 | 63 | — | —  | 61 | —  | Hotel Cabana          | | autrice, compositrice, partecipazione vocale |
| Free (con Rudimental)                                                | 2013 | 26 | 5  | 36 | 38 | 9  | —  | 5 | —  | —  | —  | Home                  | - BPI: Argento - ARIA: Platino (4) - RMNZ: Platino                                                                                        | Autrice, partecipazione vocale               |
| What I Did for Love (con David Guetta)                               | 2015 | 6  | 20 | 24 | 16 | 12 | 56 | — | 58 | 37 | —  | Listen                | - BPI: Platino - BVMI: Oro - IPFI SWE: Oro - FIMI: Oro                                                                                    | Partecipazione vocale                        |
| "—" indica che il singolo non è entrato in classifica in quel Paese. |      |    |    |    |    |    |    |   |    |    |    |                       | |                                              |

## Autrice per altri artisti

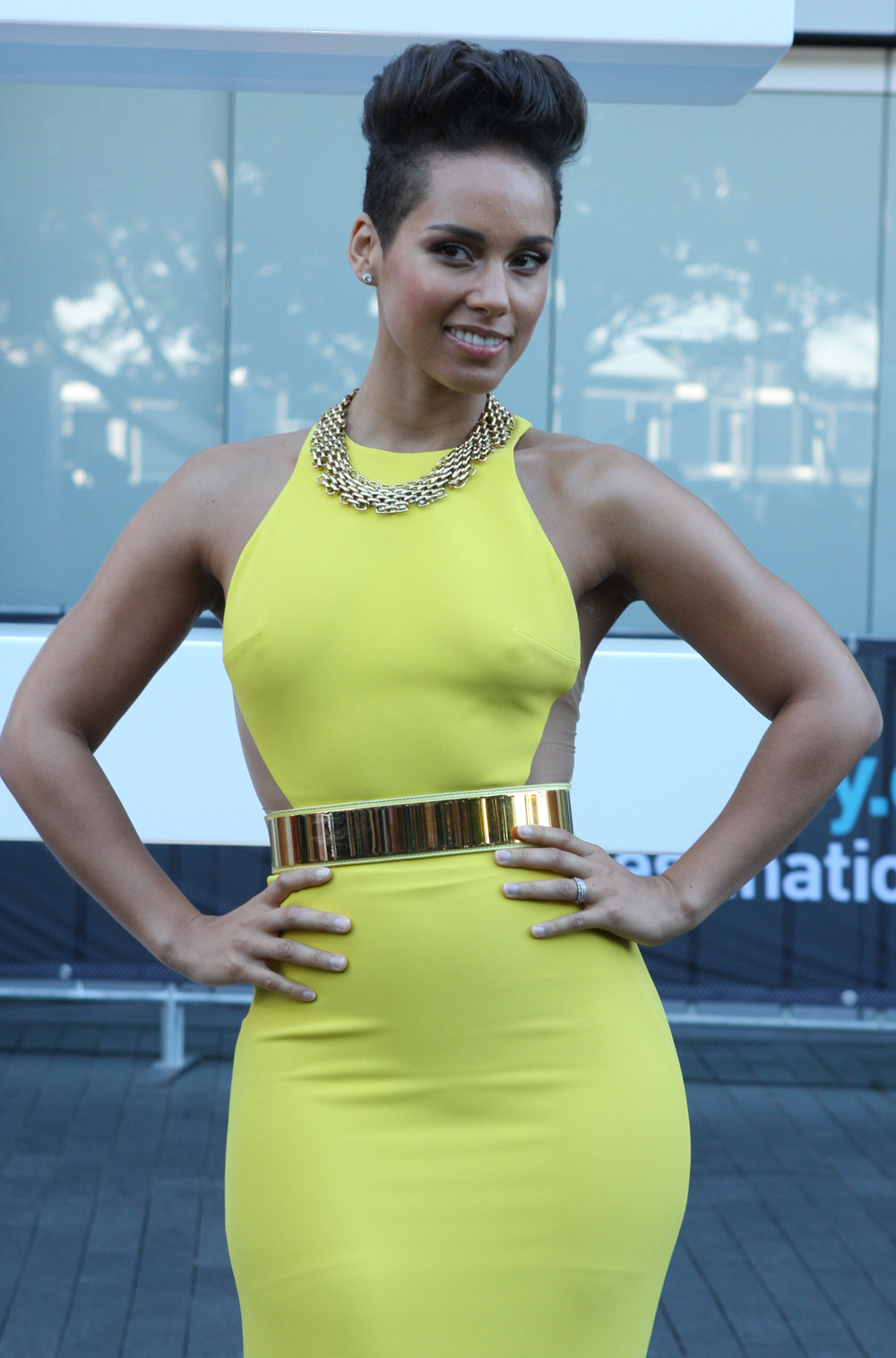
Emeli Sandé ha alcuni brani insieme alla cantautrice e compositrice Alicia Keys, per gli album Girl on Fire e Here.

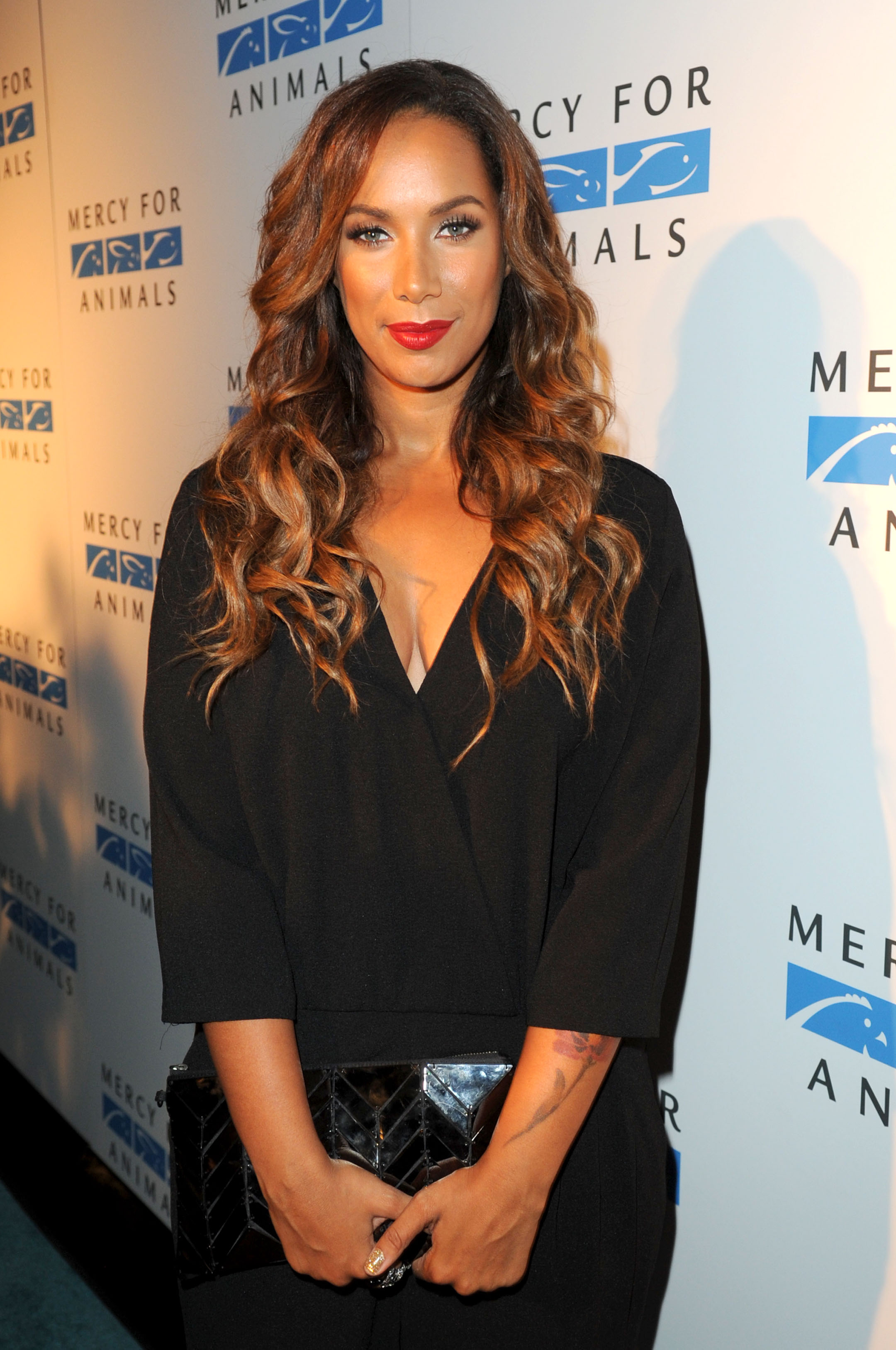
Emeli Sandé è stata autrice per tre tracce della cantautrice Leona Lewis, inclusa la collaborazione con Childish Gambino.

| Anno | Canzone              | Artista                        | Album                 | Ruolo                          |
| ---- | -------------------- | ------------------------------ | --------------------- | ------------------------------ |
| 2009 | Diamond Rings        | Chipmunk                       | I Am Chipmunk         | Autrice, partecipazione vocale |
| 2010 | Let Go               | Tinie Tempah                   | Disc-Overy            | Autrice, partecipazione vocale |
| 2010 | Radio                | Alesha Dixon                   | The Entertainer       | Autrice, compositrice          |
| 2010 | Boys                 | Cheryl Cole                    | 3 Words               | Autrice, compositrice          |
| 2010 | Brainwashed          | Devlin, Milena Sanchez         | Bud, Sweat and Beers  | Autrice                        |
| 2011 | Let It Rain          | Tinchy Stryder, Melanie Fiona  | Third Strike          | Autrice                        |
| 2011 | Alvon                | Professor Green                | At Your Inconvenience | Autrice                        |
| 2011 | Astronaut            | Professor Green                | At Your Inconvenience | Autrice                        |
| 2012 | 101                  | Alicia Keys                    | Girl on Fire          | Autrice, compositrice, cori    |
| 2012 | Brand New Me         | Alicia Keys                    | Girl on Fire          | Autrice                        |
| 2012 | Not Even the King    | Alicia Keys                    | Girl on Fire          | Autrice                        |
| 2012 | I to You             | Leona Lewis                    | Glassheart            | Autrice                        |
| 2012 | Sugar                | Leona Lewis                    | Glassheart            | Autrice                        |
| 2012 | Trouble              | Leona Lewis, Childish Gambino  | Glassheart            | Autrice                        |
| 2012 | Half of Me           | Rihanna                        | Unapologetic          | Autrice                        |
| 2013 | Fireworks            | Alessandra Amoroso             | Amore puro            | Autrice                        |
| 2013 | It Takes Two         | Katy Perry                     | Prism                 | Autrice                        |
| 2013 | Side Effects of You  | Fantasia Barrino               | Side Effects of You   | Autrice                        |
| 2016 | Kill Your Mama       | Alicia Keys                    | Here                  | Autrice e compositrice         |
| 2018 | Stay Here in the Sun | Naughty Boy, Tala              | N/A                   | Autrice                        |
| 2018 | Stay Here in the Sun | Nile Rodgers, Chic, Elton John | It's About Time       | Autrice                        |
| 2020 | It's Hard            | Giggs                          | Now or Never          | Autrice                        |